# Rubén Ruzafa
Rubén Ruzafa Cueto né le 9 septembre 1984 à Valence en Espagne est un triathlète professionnel, triple champion du monde de cross triathlon et triple vainqueur du championnat du monde d'Xterra Triathlon. Il pratique également au niveau national le cyclo-cross et le vélo tout terrain.

## Biographie
En 2006, il devient champion d'Espagne de cyclo-cross espoirs.
Champion du monde en titre 2013 et 2014 de Xterra Triathlon il perd sa couronne en 2015 face à l'Américain Josiah Middaugh qui pour sa 7e participation à cette finale et après avoir fini second en 2012 et 2014, remporte son premier titre de champion du monde, au terme d'une course qui se déroule dans une chaleur étouffante. La partie natation voit Ruzafa et Middaugh sortir en 12e et 13e position avec près de 3 minutes de retard sur la tête de course, mais en grand spécialiste du VTT, il comble l'écart rapidement et reprend la tête. l’Américain reste au contact et ne lui permet pas de créer des écarts significatif. C'est dans la partie trail, que le futur vainqueur porte son attaque et dépose Ruzafa au 10e kilomètres, il prend la tête de course qu'il ne lâche plus jusqu'au titre final. Josiah Middaugh remporte cette victoire en 2 heures 35 minutes et 52 secondes devançant le jeune Néo-zélandais Braden Currie qui réussit à prendre la seconde place dans la course à pied également au tenant du titre, qui finit l'édition 2015 sur la troisième marche du podium,.
En 2018, il remporte son quatrième titre sur les championnats du monde de triathlon cross. Sortie de l'eau avec quarante seconde de retard sur la tête de course emmené par le Neo-Zélandais Sam Osborn et le Français Brice Daubord, l'Espagnol refait son retard en maitrisant la partie vélo tout terrain et arrive à la seconde transition avec deux minutes d'avance sur ses poursuivants. Contrôlant la course à pied, il franchit la ligne d'arrivée en vainqueur et inscrit un nouveau titre mondial à son palmarès. Le podium est complété par Sam Osborn et Brice Daubord.

## Palmarès en triathlon
Le tableau présente les résultats les plus significatifs (podium) obtenus sur le circuit international de triathlon depuis 2008.
| Année | Compétition                                              | Pays            | Position           | Temps           |
| ----- | -------------------------------------------------------- | --------------- | ------------------ | --------------- |
| 2022  | Championnat du monde Xterra - Maui                       | États-Unis      | Médaille de bronze | 2 h 41 min 22 s |
| 2021  | Championnat du monde Xterra - Maui                       | États-Unis      | Médaille de bronze | 2 h 19 min 17 s |
| 2019  | Championnat du monde Xterra - Maui                       | États-Unis      | Médaille de bronze | 2 h 35 min 24 s |
| 2018  | Championnat du monde de triathlon cross                  | Danemark        | Médaille d'or      | 2 h 6 min 4 s   |
| 2018  | Xterra France                                            | France          | Médaille d'or      | 2 h 56 min 6 s  |
| 2017  | Championnat du monde de triathlon cross                  | Canada          | Médaille de bronze | 2 h 9 min 36 s  |
| 2017  | Xterra France                                            | France          | Médaille d'or      | 3 h 27 min 52 s |
| 2016  | Championnat du monde de triathlon cross                  | Australie       | Médaille d'or      | 2 h 34 min 25 s |
| 2016  | Championnats d'Europe de triathlon cross (Xterra Suisse) | Suisse          | Médaille d'or      | 3 h 18 min 40 s |
| 2016  | Xterra France                                            | France          | Médaille d'or      | 3 h 7 min 0 s   |
| 2016  | Championnat du monde Xterra - Maui                       | États-Unis      | Médaille d'argent  | 2 h 51 min 3 s  |
| 2015  | Championnat du monde Xterra - Maui                       | États-Unis      | Médaille de bronze | 2 h 40 min 41 s |
| 2015  | Championnat du monde de triathlon cross                  | Italie          | Médaille d'or      | 2 h 13 min 11 s |
| 2015  | Xterra France                                            | France          | Médaille d'or      | 3 h 14 min 41 s |
| 2015  | Xterra Italie                                            | Italie          | Médaille d'or      | Timing          |
| 2014  | Championnat du monde de triathlon cross                  | Allemagne       |                    | 2 h 34 min 33 s |
| 2014  | Championnat du monde Xterra - Maui                       | États-Unis      |                    | 2 h 29 min 57 s |
| 2014  | Xterra République tchèque                                | Tchécoslovaquie |                    | 2 h 40 min 44 s |
| 2014  | Xterra Italie                                            | Italie          |                    | 2 h 45 min 23 s |
| 2014  | Xterra France                                            | France          |                    | 3 h 14 min 41 s |
| 2014  | Xterra Suisse                                            | Suisse          |                    | 2 h 5 min 32 s  |
| 2014  | Xterra Portugal                                          | Portugal        |                    | 2 h 35 min 47 s |
| 2013  | Championnat du monde de triathlon cross                  | Pays-Bas        |                    | 2 h 1 min 52 s  |
| 2013  | Championnat du monde Xterra - Maui                       | États-Unis      |                    | 2 h 34 min 34 s |
| 2009  | Championnat d'Europe de triathlon cross                  | Italie          |                    | 2 h 24 min 23 s |
| 2008  | Championnat du monde Xterra - Maui                       | États-Unis      |                    | 2 h 37 min 36 s |

## Palmarès en VTT
- Champion d'Espagne de cross-country espoirs : 2004, 2005 et 2006
- Champion d'Espagne de cross-country marathon : 2006
- Champion d'Espagne de cross-country : 2008

## Palmarès en cyclo-cross
- 2004-2005
  - 3e du championnat d'Espagne de cyclo-cross espoirs
- 2005-2006
  -  Champion d'Espagne de cyclo-cross espoirs